# Écluse d'Hamstead

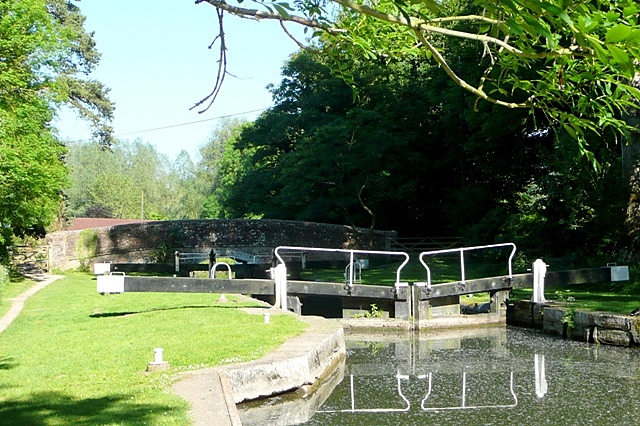
L'écluse d'Hamstead

L’écluse d’Hamstead est une écluse sur le canal Kennet et Avon, située à Hamstead Marshall, entre Kintbury et Newbury, dans le Berkshire, en Angleterre.
L'écluse d’Hamstead a été construite entre 1718 et 1723 sous la direction de l'ingénieur John Hore de Newbury. Le canal est administré par la British Waterways. L’écluse permet de franchir un dénivelé de 1,96 m (6 pi 5 po).
Cet ouvrage est classé grade II.